# كريستينا كوهن
كريستينا كوهن (بالألمانية: Krystyna Kuhn)‏ (و. 1960  م) هي كاتِبة ألمانية، ولدت في فورتسبورغ.